# Eduard Gundling
Eduard Ignaz Gundling (7. února 1819 Praha – 28. října 1905 Praha) byl profesorem rakouského trestního práva a trestního práva procesního na Karlo-Ferdinandově univerzitě v Praze a český zemský právník.

## Život
Narodil se v Praze jako první ze sedmi dětí Antona Gundlinga a Petronilly Gundlingové, rozené Alscher. Pochází z franské rodiny učenců Gundlingů, jeho bratrem byl prozaik Julius Gundling, jeho dcera byla Antonie von Procházka.
Po absolvování základní třídy na pražské vzorové střední škole absolvoval v letech 1829-1834 Novoměstské gymnázium v Praze. Po zápisu na pražskou univerzitu v roce 1834 studoval čtyři semestry filozofii a osm semestrů práva. V roce 1842 získal doktorát v obou právech od rektora univerzity Aloise Josepha Freiherra von Schrenk zu Notzing. Během svého působení jako okresní soudní úředník v Roudnici nad Labem se seznámil s dcerou radního tajemníka a městského úředníka Franze Stupky – Paulinou, s kterou se v roce 1885 oženil. Přijal místo u krajského soudu v Praze. V roce 1861 se habilitoval jako lektor rakouského trestního práva na pražské univerzitě. V roce 1864 si v domě svých rodičů otevřel advokátní kancelář. V roce 1868 se stal profesorem trestního práva a trestního práva procesního na Karlo-Ferdinandově univerzitě v Praze, kde působil až do svého odchodu do důchodu v roce 1885. Již v roce 1867 byl jmenován zemským právníkem v Praze a v roce 1874 se stal členem nově zřízené státní zkušební komise pro vyučování hudby. V roce 1888 byl zvolen jejím předsedou. V roce 1899 byl jmenován do sboru odborníků pro otázky autorských práv v oblasti hudby.
Jako soukromý přednášející a profesor na Karl-Ferdinands-University publikoval mnoho vědeckých článků v právních časopisech o trestním řízení. Publikoval také dílo o pokusech trestných činů a přednášel dvojjazyčně o dějinách hudby a trestním právu procesním. Největší oblibu si získal jako soudní zástupce, kdy bezplatně zastupoval sociálně slabé v soudních sporech.
Eduard Gundling se vždy zabýval hudbou. Velmi se angažoval ve Spolku pro propagaci hudebního umění v Čechách a na pražské utrakvistické konzervatoři přednášel zdarma v němčině a češtině.
Eduard Gundling byl také čestný archivář a historik c.k. ostrostřelců. Dne 15. prosince 1885 byl jmenován čestným důstojníkem štábu c.k. ostrostřelců. Byl také patronem a čestným členem italské kongregace a italského sirotčince v Praze a také Spolku Mariánské lásky kapucínů na Hradčanech.